# Iradj Gandjbakhch
Iradj Gandjbakhch, en persan : ایرج گنج‌بخش, est un chirurgien cardiaque à l'Assistance publique - Hôpitaux de Paris (AP-HP) et professeur des universités.

## Biographie

### Origines familiales et études
Son père était professeur d'anatomie à l'université de Téhéran. Sur ses conseils, en 1959, il part faire ses études de médecine en France où il a fait carrière.
Il a quatre enfants : Christian, Emmanuelle, Frédérique et Estelle.

### Carrière professionnelle
Il était chirurgien cardiaque à l'hôpital de la Pitié-Salpétrière, où il a dirigé le service de chirurgie cardiaque en prenant la succession de Christian Cabrol avec lequel il a été à l'origine de la fondation de l'institut du cœur.
C'est avec lui qu'il a réalisé la première transplantation cardiaque en Europe le 27 avril 1968.
Il est membre de l'Académie nationale de médecine depuis le 13 novembre 2001. En 2010, il est président de l'Académie nationale de chirurgie. Il est également membre du conseil d'administration de la Fondation de l'université Pierre-et-Marie-Curie, où il a enseigné. Il a aussi appartenu au Conseil national des universités pour les disciplines médicales, odontologiques et pharmaceutiques.
En 2005, il est nommé aux Victoires de la médecine aux côtés de son collègue Pascal Leprince.

## Ouvrage
- Greffes cardiaques, avec Christian Cabrol et Alain Pavie, Médecine Sciences, Flammarion, 1996.
- Plaies et traumatismes du thorax, avec Jean-Pierre Ollivier et René Jancovici, Arnette, 1997.
- Pathologies de l'aorte, collectif, dir. avec Jean-Pierre Ollivier, Med-Line, 2004.

## Distinctions
- Officier de l'ordre du Mérite[Lequel ?]
- Chevalier de la Légion d'honneur[réf. souhaitée]